# Тавив, Авраам
Авраам Тавив (ивр. אברהם טביב‎; 1889, Йемен — 20 апреля 1950, Израиль) — израильский политический и общественный деятель, депутат кнессета 1-го созыва от партии МАПАЙ.

## Биография
Родился в 1889 году в Вилайете Йемен, Османская империя (ныне Йемен). Учился в хедере, до 15 лет учился в Талмуд-Торе, а затем обучался ювелирному делу у своего отца. Работал резником скота. В 1908 году репатриировался в Османскую Палестину с первой группой репатриантов из Йемена в рамках второй алии. Поселился в городе Ришон-ле-Цион, работал в винодельне и охранял виноградники. Участвовал в жизни йеменской общины в Палестине.
Был членом партии «ха-Поэль ха-цаир», а позже вступил в «Ахдут ха-авода», с 1918 года был членом комитета города. Боролся за право основания кварталов «Шиват Цион», «Неве Цион», «Нахлиэли» и «Махане Йегуда». В 1923 году основал «Объединение йеменских евреев» и был его лидером до своей смерти в 1950 году. Был делегатом нескольких сионистских конгрессов. С 1920 года был участником подпольной военной еврейской организации «Хагана».
Был участником первой конференции Гистадрута, был членом сельскохозяйственного комитета Гистадрута. В 1920 году был избран членом Законодательного собрания Палестины, затем в 1925 году переизбран в собрание второго созыва, в 1944 был избран депутатом последнего созыва Законодательного созыва. В 1949 году избран депутатом кнессета 1-го созыва от партии МАПАЙ, работал в комиссии по услугам населению. После смерти Тавива его мандат перешел к Ицхаку Каневу.
Умер 20 апреля 1950 года.